# III liga polska w piłce nożnej (2015/2016)/Grupa II (kujawsko-pomorsko-wielkopolska)
III liga, grupa kujawsko-pomorsko-wielkopolska, sezon 2015/2016 – 8. edycja rozgrywek czwartego poziomu ligowego piłki nożnej mężczyzn w Polsce po reorganizacji lig w 2008 roku. Brało w niej udział 16 drużyn z województwa kujawsko-pomorskiego i województwa wielkopolskiego. Najlepsza drużyna zagrała o baraże do II ligi. Ostatnich 8 drużyn spadło odpowiednio do grup: kujawsko-pomorskiej, wielkopolskiej (północ) i wielkopolskiej (południe) IV ligi. Opiekunem ligi był Wielkopolski Związek Piłki Nożnej.
Sezon ligowy rozpoczął się 8 sierpnia 2015 roku, a ostatnie mecze rozegrane zostały 4 czerwca 2016 roku.
Od sezonu 2016/2017 przewidziana była reforma III ligi, gdzie w 4 grupach będzie grało po 16 zespołów.

## Zasady rozgrywek
Zmagania w lidze toczyły się systemem kołowym w dwóch rundach – jesiennej i wiosennej. Drużyna, która zajęła 1. miejsce w tabeli wzięła udział w meczach barażowych o awans do rozgrywek II ligi (do II ligi awans uzyskały 4 drużyny). Drużyny, które zajęły 9 lub niższe miejsce w tabeli spadły do IV ligi. Liczba drużyn spadających do IV ligi mogła ulec zwiększeniu w zależności od przynależności terytorialnej klubów spadających z II ligi.
Drużyna, która zrezygnowała z uczestnictwa w rozgrywkach, degradowana została o 2 klasy rozgrywkowe i przenoszona na ostatnie miejsce w tabeli (jeśli rozegrała przynajmniej 50% spotkań sezonu; wtedy mecze nierozegrane weryfikowane były jako walkowery 0:3 na niekorzyść drużyny wycofanej) lub jej wyniki zostały anulowane. Z rozgrywek eliminowana – i również degradowana o 2 klasy rozgrywkowe – była drużyna, która nie rozegrała z własnej winy 3 spotkań sezonu.
Kolejność w tabeli ustalano według liczby zdobytych punktów. W przypadku uzyskania równej ilości punktów przez dwie drużyny, o zajętym miejscu decydowały:
a) liczba zdobytych punktów w spotkaniach bezpośrednich,
b) korzystniejsza różnica między zdobytymi i utraconymi bramkami w spotkaniach bezpośrednich,
c) przy uwzględnieniu reguły UEFA, że bramki strzelone na wyjeździe liczone są podwójnie, korzystniejsza różnica między zdobytymi i utraconymi bramkami w spotkaniach bezpośrednich,
d) korzystniejsza różnica bramek we wszystkich spotkaniach z całego cyklu rozgrywek,
e) większa liczba bramek zdobytych we wszystkich spotkaniach z całego cyklu.
| Uczestnicy sezonu 2014/2015 | Uczestnicy sezonu 2014/2015       | Uczestnicy sezonu 2014/2015 | Uczestnicy sezonu 2014/2015 |
| --------------------------- | --------------------------------- | --------------------------- | --------------------------- |
| WAR                         | Warta Poznań                      | 1                           |                             |
| KLE                         | Sokół Kleczew                     | 2                           |                             |
| LP2                         | Lech II Poznań                    | 3                           |                             |
| ŚRW                         | Polonia Środa Wielkopolska        | 4                           |                             |
| STW                         | Start Warlubie                    | 5                           |                             |
| NLB                         | Nielba Wągrowiec                  | 6                           |                             |
| COW                         | Centra Ostrów Wielkopolski        | 7                           |                             |
| OST                         | Ostrovia 1909 Ostrów Wielkopolski | 8                           |                             |
| SPB                         | Sparta Brodnica                   | 9                           |                             |
| JAR                         | Jarota Jarocin                    | 10                          |                             |
| WDA                         | Wda Świecie                       | 11                          |                             |
| UNS                         | Unia Swarzędz                     | 12                          |                             |

| Awans z IV ligi 2014/2015     | Awans z IV ligi 2014/2015  | Awans z IV ligi 2014/2015 | Awans z IV ligi 2014/2015 |
| ----------------------------- | -------------------------- | ------------------------- | ------------------------- |
| grupa kujawsko-pomorska       |                            |                           |                           |
| ELA                           | Elana Toruń                | 1                         |                           |
| IKU                           | Kujawianka Izbica Kujawska | 2                         |                           |
| grupa wielkopolska (północ)   |                            |                           |                           |
| PEN                           | Pelikan Niechanowo         | 1                         |                           |
| grupa wielkopolska (południe) |                            |                           |                           |
| KAL                           | KKS 1925 Kalisz            | 1                         |                           |

### Tabela
| Lp. | Drużyna                               | M  | Z  | R  | P  | Bramki | Bramki | Różn. | Pkt | Uwagi                     | Bezpośrednio |
| --- | ------------------------------------- | -- | -- | -- | -- | ------ | ------ | ----- | --- | ------------------------- | ------------ |
| 1   | Warta Poznań (M) (A)                  | 30 | 18 | 8  | 4  | 57     | 24     | +33   | 62  | Baraże o II ligę          |              |
| 2   | Pelikan Niechanowo1 (S)               | 30 | 19 | 5  | 6  | 60     | 28     | +32   | 62  | Spadek do klasy okręgowej |              |
| 3   | Lech II Poznań                        | 30 | 17 | 9  | 4  | 69     | 23     | +46   | 60  |                           |              |
| 4   | Sokół Kleczew                         | 30 | 15 | 8  | 7  | 63     | 30     | +33   | 53  |                           |              |
| 5   | Jarota Jarocin                        | 30 | 14 | 9  | 7  | 47     | 27     | +20   | 51  |                           |              |
| 6   | Polonia Środa Wielkopolska            | 30 | 15 | 6  | 9  | 45     | 28     | +17   | 51  |                           |              |
| 7   | Wda Świecie                           | 30 | 14 | 7  | 9  | 37     | 37     | 0     | 49  |                           |              |
| 8   | KKS 1925 Kalisz                       | 30 | 13 | 6  | 11 | 41     | 41     | 0     | 45  |                           |              |
| 9   | Elana Toruń1                          | 30 | 13 | 5  | 12 | 51     | 41     | +10   | 44  |                           |              |
| 10  | Unia Swarzędz (S)                     | 30 | 10 | 8  | 12 | 39     | 55     | −16   | 38  | Spadek do IV ligi         |              |
| 11  | Start Warlubie (S)                    | 30 | 9  | 8  | 13 | 40     | 45     | −5    | 35  | Spadek do IV ligi         |              |
| 12  | Centra Ostrów Wielkopolski (S)        | 30 | 9  | 4  | 17 | 39     | 67     | −28   | 31  | Spadek do IV ligi         |              |
| 13  | Ostrovia 1909 Ostrów Wielkopolski (S) | 30 | 8  | 5  | 17 | 36     | 48     | −12   | 29  | Spadek do IV ligi         |              |
| 14  | Nielba Wągrowiec (S)                  | 30 | 6  | 5  | 19 | 32     | 68     | −36   | 23  | Spadek do IV ligi         |              |
| 15  | Sparta Brodnica (S)                   | 30 | 4  | 10 | 16 | 26     | 55     | −29   | 22  | Spadek do IV ligi         |              |
| 16  | Kujawianka Izbica Kujawska (S)        | 30 | 3  | 3  | 24 | 26     | 91     | −65   | 12  | Spadek do IV ligi         |              |

### Wyniki
| Gospodarz \ Gość                  | COW | ELA   | JAR | KAL | IKU | LP2 | NLB | OST | PEN | ŚRW | KLE | SPB | STW   | UNS | WAR | WDA |
| Centra Ostrów Wielkopolski        |     | 1:2   | 1:5 | 1:3 | 4:0 | 1:3 | 0:2 | 3:2 | 0:3 | 0:1 | 0:7 | 2:0 | 1:1   | 2:0 | 0:3 | 0:0 |
| Elana Toruń                       | 2:3 |       | 0:1 | 1:0 | 6:3 | 0:0 | 4:0 | 2:1 | 2:3 | 3:2 | 2:1 | 2:0 | 3:3   | 5:2 | 1:1 | 0:0 |
| Jarota Jarocin                    | 2:1 | 1:2   |     | 1:0 | 2:2 | 1:0 | 3:0 | 1:0 | 1:2 | 2:0 | 1:1 | 2:1 | 1:1   | 5:0 | 0:0 | 0:1 |
| KKS 1925 Kalisz                   | 1:1 | 2:1   | 1:2 |     | 3:1 | 0:1 | 4:1 | 3:1 | 1:1 | 0:0 | 1:0 | 3:1 | 0:2   | 2:0 | 1:1 | 0:1 |
| Kujawianka Izbica Kujawska        | 2:4 | 2:1   | 2:3 | 0:0 |     | 1:3 | 1:2 | 0:3 | 1:2 | 2:1 | 1:3 | 0:1 | 0:4   | 1:1 | 0:4 | 0:2 |
| Lech II Poznań                    | 6:0 | 2:1   | 2:1 | 7:0 | 7:1 |     | 4:1 | 2:2 | 2:3 | 0:0 | 3:1 | 0:0 | 5:0   | 3:0 | 0:1 | 2:1 |
| Nielba Wągrowiec                  | 1:2 | 1:0   | 0:3 | 3:1 | 2:0 | 0:3 |     | 2:1 | 0:1 | 0:2 | 1:1 | 1:1 | 1:4   | 1:2 | 1:1 | 1:2 |
| Ostrovia 1909 Ostrów Wielkopolski | 2:0 | 0:2   | 2:2 | 2:4 | 3:1 | 0:1 | 4:0 |     | 0:3 | 2:5 | 0:0 | 3:1 | 1:0   | 0:4 | 0:1 | 2:0 |
| Pelikan Niechanowo                | 3:0 | 1:0   | 1:4 | 1:2 | 6:0 | 1:1 | 5:2 | 2:0 |     | 3:2 | 2:2 | 0:0 | 3:0   | 3:0 | 1:3 | 0:1 |
| Polonia Środa Wielkopolska        | 2:1 | 2:0   | 1:0 | 2:0 | 2:1 | 2:0 | 2:0 | 1:0 | 0:2 |     | 0:1 | 3:0 | 3:0wo | 2:2 | 1:0 | 3:0 |
| Sokół Kleczew                     | 2:2 | 2:3   | 2:0 | 1:2 | 1:2 | 0:0 | 5:2 | 2:0 | 2:0 | 1:1 |     | 7:0 | 2:0   | 4:1 | 4:2 | 2:0 |
| Sparta Brodnica                   | 1:2 | 1:1   | 0:0 | 1:2 | 7:1 | 1:4 | 2:2 | 1:1 | 0:3 | 0:0 | 0:2 |     | 1:0   | 1:2 | 0:3 | 0:0 |
| Start Warlubie                    | 2:1 | 0:3wo | 1:1 | 2:0 | 7:0 | 0:0 | 2:2 | 2:1 | 0:3 | 3:2 | 0:2 | 0:2 |       | 2:0 | 1:2 | 0:1 |
| Unia Swarzędz                     | 1:3 | 2:1   | 1:1 | 2:4 | 4:0 | 1:1 | 2:1 | 1:1 | 0:0 | 1:1 | 1:4 | 2:0 | 2:1   |     | 1:0 | 0:5 |
| Warta Poznań                      | 4:1 | 2:1   | 1:0 | 0:0 | 1:0 | 3:3 | 3:1 | 2:0 | 0:1 | 2:1 | 2:0 | 5:1 | 2:2   | 1:1 |     | 2:1 |
| Wda Świecie                       | 4:2 | 2:0   | 1:1 | 3:1 | 2:1 | 0:4 | 3:1 | 0:2 | 2:1 | 2:1 | 1:1 | 2:2 | 0:0   | 0:3 | 0:5 |     |

Źródło: 90minut
Objaśnienia:
1Drużyna gospodarzy jest wymieniona po lewej stronie tabeli.
Kolory: zielony – zwycięstwo gospodarzy, żółty – remis, różowy – zwycięstwo gości.
Kwalifikacja do baraży o II ligę: Warta Poznan
Spadek do IV ligi: Unia Swarzędz, Start Warlubie, Centra Ostrów Wielkopolski, Ostrovia 1909 Ostrów Wielkopolski, Nielba Wągrowiec, Sparta Brodnica, Kujawianka Izbica Kujawska
Uwaga: Pelikan Niechanowo wycofał się po zakończeniu rozgrywek, w związku z czym dodatkowo utrzymała się Elana Toruń

## Baraże o II ligę
Losowania par dokonano 15 października 2015.
| 11 czerwca 2016 15:00 | Garbarnia Kraków · Serafin 2', 11' · Siedlarz 83' | 3:2(2:2)Raport | Warta Poznań · S 9' pławski · 30' Białożyt | Stadion Garbarni, Kraków Sędzia: Paweł Pskit (Łódź) |
|                       |                                                   |                |                                            |                                                     |

| 15 czerwca 2016 17:00 | Warta Poznań · Białożyt 89' (k) | 1:0(0:0)Raport | Garbarnia Kraków | Stadion przy Drodze Dębińskiej, Poznań Sędzia: Łukasz Bednarek (Koszalin) |
|                       |                                 |                |                  |                                                                           |

Wynik dwumeczu – 3:3, awans Warty dzięki większej liczbie bramek zdobytych na wyjeździe.
Awans do II ligi: Warta Poznań